# Gaultheria pumila
Gaultheria pumila (L.f.) D.J.Middleton (Arbutus pumila L.f. ; Pernettya leucocarpa DC. ; Pernettya pumila Hook) est une espèce de plantes à fleurs appartenant à la famille des Éricacées.

## Histoire
Cette espèce de plantes a été décrite pour la première fois en 1990 dans le Edinburgh Journal of Botany (en).

## Description

### Distribution
Cette espèce de plantes se retrouve naturellement en Argentine, au Chili et dans les îles Malouines, car nécessitant un climat tempéré pour grandir.